# Vejle Bank
Vejle Bank var et pengeinstitut, som åbnede i 1854 under navnet Vejle Laane- og Discontokasse.
Få år senere ændredes navnet til Vejle Bank. 1906 fik banken sin blivende adresse i en bygning tegnet af Martin Nyrop på hjørnet af Kirkegade og Kirketorvet i Vejle, lige overfor Sankt Nicolai Kirke.
Efter fusion med Horsens Bank, Kolding Folkebank og Kolding Laane- og Discontokasse i 1970-1971 ændredes navnet til Aktivbanken.
Flere fusioner og ejerskifter fulgte fra 1988-1991, 1994 blev banken overtaget af Sydbank.
En prominent kunde i Vejle Bank var Ole Kirk Christiansen, som tilbage i 1932 stiftede Lego i Billund, og fik sin første kredit i banken.